# Tineg
Tineg (Bayan ng Tineg, Abra) är en kommun i Filippinerna. Kommunen ligger på ön Luzon, och tillhör provinsen Abra. Folkmängden uppgår till 4 317 invånare.
Tineg är indelat i 10 barangayer.